# Uapití de Merriam
El uapití de Merriam (Cervus canadensis merriami) és una subespècie extinta de uapití que vivia a les terres àrides del sud-oest dels Estats Units. Després de l'arribada dels europeus, la caça i el pasturatge de bestiar descontrolats causaren l'extinció de la subespècie fa més d'un segle. Es creu que la data exacta fou el 1906. No se sap gaire cosa més sobre aquesta espècie, car s'extingí abans de poder ser estudiada. A principis del segle xx es dugué a terme un estudi genètic per elucidar si el uapití de Merriam s'havia extingit realment o, al contrari, s'havia barrejat amb altres uapitís importats del Parc Nacional de Yellowstone. Els resultats preliminars d'aquest estudi indicaren que, efectivament, s'havia extingit, car les diferències entre el material genètic d'espècimens conservats de uapití de Merriam presentaven una diferència respecte a totes les altres subespècies de uapitís vivents superior a la que separava les subespècies vivents entre si.